# Lom stavkirke
Lom stavkirke (Mós kirkja à Lom) er en stavkirke i Lom i Gudbrandsdalen i det tidligere Oppland, nu Innlandet fylke, Norge. Dendrokronologiske undersøgelser viser, at den er bygget med tømmer, som er fældet i årene 1157/1158, og den er sandsynligvis opført omkring år 1170. Koret er ikke dendrokronologisk dateret, og det kan være lidt yngre en skibet.
Stavkirken i Lom var oprindeligt en treskibet langkirke med kor og svalegang, som senere blev tilføjet en apsis. Den er viet til Jomfru Maria, Johannes Døberen og Olav den hellige og er fortsat i brug for kirkehandlinger i bygden.
Stavkirken blev omfattende ombygget og restaureret ved mindst to anledninger i 1600-tallet, og den fremstår i dag som korskirke. Svalegangen blev fjernet under den ene ombygningen. Kirken har 340–350 siddeplasser. Det er gjort en række interessante arkæologiske i og omkring kirken, herinder en runestav med et frieri.